# ترک‌آباد (قلعه‌گنج)
ترک‌آباد، روستایی در دهستان سرخ قلعه بخش سرخ قلعه شهرستان قلعه‌گنج در استان کرمان ایران است.

## جمعیت
بر پایه سرشماری عمومی نفوس و مسکن در سال ۱۳۹۵، جمعیت این روستا برابر با ۲۷۵ نفر (۷۲ خانوار) بوده‌است.